# نوک‌خاری دمگاه‌نخودی
نوک‌خاری دمگاه‌نخودی (نام علمی: Acanthiza reguloides) نام یک گونه از سرده نوک‌خاری است.